# Partit Comunista de Manipur
El Partit Comunista de Manipur fou un partit polític fundat el 23 d'agost de 1948, però que fou clausurat immediatament i refundat per Hijam Irabot, com a partit clandestí, el 29 d'octubre de 1948. El 1949, després de la incorporació de Manipur a l'Índia, va passar a la lluita armada. Després de la mort del seu líder el 1951, i per una forta repressió militar, va desaparèixer el 1953.